# Declaración de Independencia absoluta de Centroamérica
La Declaración de Independencia absoluta de Centroamérica fue proclamada el 1 de julio de 1823 por la Asamblea Nacional Constituyente reunida en la Ciudad de Guatemala. El documento fundó las Provincias Unidas del Centro de América

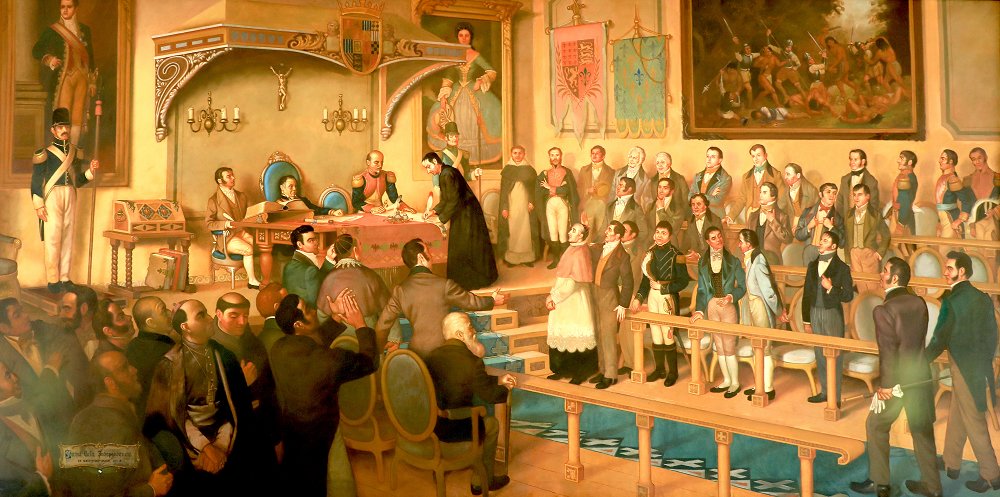
Firma de la Independencia, pintura del pintor chileno Luis Vergara Ahumada, que representa el momento en que el padre José Matías Delgado firma el acta a las 9:35am.

 y dio continuidad a la convocatoria del 15 de septiembre de 1821 del Acta de Independencia que estipulaba la formación de un Congreso para marzo de 1823: 
| 2º Que desde luego se circulen oficios a las provincias por correos extraordinarios para que sin demora alguna se sirva preceder, a elegir Diputados y representantes suyos y estos concurran a esta Capital a formar el Congreso que debe decidir el punto de Independencia y fijar, en caso de acordarla la forma de gobierno y la ley fundamental que deba elegir. |

Sin embargo, el Jefe Político Gabino Gaínza había decretado la anexión de las provincias centroamericanas al gobierno mexicano presidido por Agustín de Iturbide en enero de 1822, y dicho congreso sería convocado nuevamente por Vicente Filísola el 29 de mayo de 1823, como Capitán General de Guatemala en sustitución de Gaínza y ante la abdicación de Agustín de Iturbide como emperador de México el 19 de marzo de ese año.
A la Asamblea Constituyente del 1 de julio no asistieron los representantes de Honduras, Nicaragua y Costa Rica quienes llegaron a Guatemala en el mes de septiembre. Una vez reunidos todos los diputados, el 2 de octubre fue ratificada la declaración.